# Liste der Biografien/Bep
Liste der Biografien |
Portal Biografien |
Personensuche
# |
A |
B |
C |
D |
E |
F |
G |
H |
I |
J |
K |
L |
M |
N |
O |
P |
Q |
R |
S |
T |
U |
V |
W |
X |
Y |
Z |
?
 
Ba |
Be |
Bd |
Bg |
Bh |
Bi |
Bj |
Bl |
Bm |
Bn |
Bo |
Br |
Bs |
Bu |
Bw |
By |
Bz
 
Bea–Beb |
Bec |
Bed |
Bee |
Bef |
Beg |
Beh |
Bei |
Bej |
Bek |
Bel |
Bem |
Ben |
Beo |
Bep |
Beq |
Ber |
Bes |
Bet |
Beu |
Bev |
Bew |
Bex |
Bey |
Bez
Die Liste der Biografien führt alle Personen auf, die in der deutschsprachigen Wikipedia einen Artikel haben. Dieses ist eine Teilliste mit 12 Einträgen von Personen, deren Namen mit den Buchstaben „Bep“ beginnt.

## Bep

### Bepe
- Beperet, Valentín (1926–1989), chilenischer Fußballspieler

### Bepl
- Beplate, Ernst (1939–2023), deutscher Heimatforscher und Sachbuchautor
- Bepler, Jochen (1951–2015), deutscher Bibliothekar
- Bepler, Jonathan (* 1959), US-amerikanischer Komponist, Gitarrist, Sänger und Installationskünstler
- Bepler, Klaus (* 1947), deutscher Jurist, Vorsitzender Richter am Bundesarbeitsgericht

### Bepp
- Beppe, Flint Juventino (* 1973), deutscher Komponist
- Beppler, Heinrich (* 1835), deutscher Postagent und Politiker
- Beppler, Johann (1876–1940), Beigeordneter und Mitglied des Provinziallandtags der Provinz Hessen-Nassau
- Beppler, Lucie (* 1961), deutsche Künstlerin
- Beppu, Fumiyuki (* 1983), japanischer Radrennfahrer
- Beppu, Tadao (1919–1993), US-amerikanischer Politiker
- Beppu, Takumi (* 1979), japanischer Radrennfahrer und Sportlicher Leiter